# Горо Шимура
Го́ро Шиму́ра (яп. 志村 五郎 Шимура Горо:, іноді Горо Шимура; 23 лютого 1930, Хамамацу, Японія — 3 травня 2019) — японський математик, професор-емерит Принстонського університету.
Разом з колегою Ютакою Таніямою написали книгу, в якій описано комплексне перемноження абелевих многовидів. Потім Шимура написав безліч статей, в яких результати теорії комплексного переумноження і модулярних форм поширилися на многовиди вищих розмірів. Ці праці, а також ряд інших робіт спеціалістів, що розвивали ідеї Таніями і Шимури, склали основу програмного забезпечення Ленглендса — системи недоведених на початку 1970-х років гіпотез, що зв'язують алгебраїчну теорію чисел і алгебричну геометрію. Також завдяки цій роботі з'явилася концепція многовидів Шимури, що є багатовимірним аналогом модулярних кривих.
Став широко відомий за межами наукового співтовариства завдяки теоремі про модулярність (раніше відомої як гіпотеза Таніями — Шимури), за допомогою якої в 1994 Ендрю Вайлсом була остаточно доведена Велика теорема Ферма. В 1996 Шимура був удостоєний премії Стіла в номінації «за видатні досягнення протягом усієї кар'єри».
Захоплювався завданнями цуме-сьоґі з наддовгими розв'язками та колекціонуванням порцеляни Імарі (яп. 有田焼; аритаяки).